# Albert Lebrun
Albert François Lebrun (Mercy-le-Haut, 29 agosto 1871 – Parigi, 6 marzo 1950) è stato un politico francese, e presidente della Repubblica.

## Biografia
Nacque da una famiglia di agricoltori, Ernest Lebrun e Anne Marie Navel, e frequentò brillantemente l'École Polytechnique e l'École des mines diventando ingegnere minerario a Vesoul e a Nancy, ma lasciò la sua professione a 29 anni per entrare in politica.
Lebrun diventò deputato nel 1900 come membro del Partito Repubblicano. Fu Ministro delle Colonie dal 1911 al 1914 e Ministro delle Regioni Libere dal 1917 al 1919. Legandosi all'Alleanza Democratica, venne eletto al Senato nel 1920. Fu presidente del Senato dal 1931 al 1932.

### Presidente della Repubblica
Fu eletto presidente della Repubblica il 10 maggio 1932. La sua elezione avvenne allorché la legislatura era arrivata al suo termine e si erano già svolte le elezioni per il nuovo parlamento. L'assassinio del precedente presidente Paul Doumer ad opera di Pavel Gurgulov, infatti, rese necessario convocare in fretta il Parlamento ormai sciolto, non essendo possibile la convocazione dell'assemblea appena eletta ma non ancora in funzione. Di conseguenza, a votare fu un'assemblea dove figuravano numerosi deputati non rieletti e una maggioranza di centrodestra che era stata battuta alle elezioni.
Il 10 maggio 1939 fu rieletto per un altro mandato di sette anni dallo stesso Parlamento della vittoria del Fronte Popolare nel 1936, non tanto per le qualità della sua presidenza, ma per la necessità di risolvere in fretta la questione dell'elezione del capo dello Stato, visto che l'entrata della Francia nel conflitto bellico sembrava ormai imminente. A causa dell'invasione tedesca, nel giugno 1940 fu costretto a lasciare Parigi insieme a tutto il governo per trasferirsi a Bordeaux.

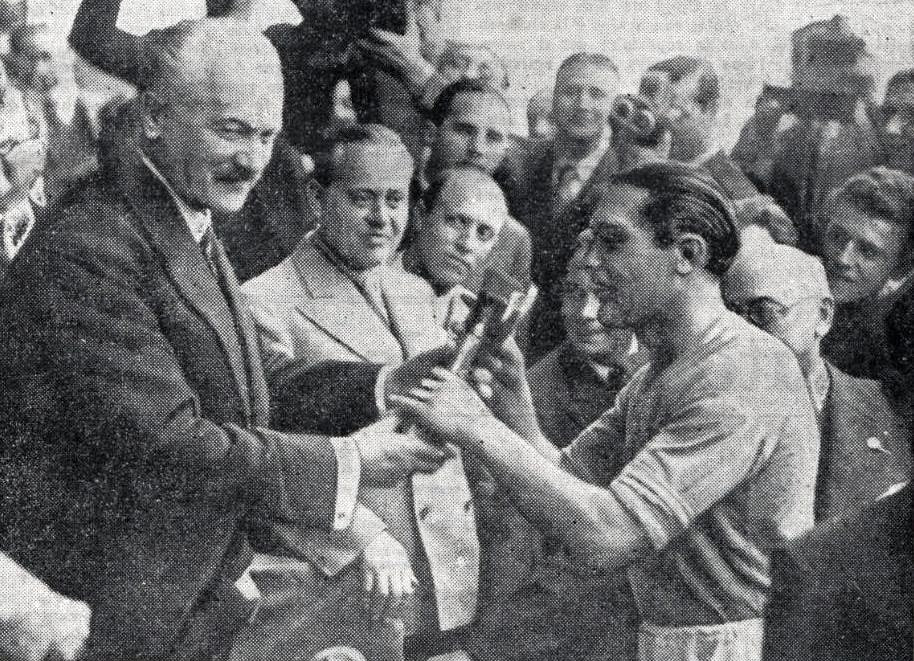
Albert Lebrun consegna la Coppa Jules Rimet a Giuseppe Meazza

### I poteri a Pétain
Il 16 giugno 1940 Lebrun nominò il maresciallo di Francia Henri Philippe Pétain Primo ministro, e il nuovo governo francese il 22 giugno firmò l'armistizio con la Germania nazista.
Il successivo 10 luglio il Congresso Nazionale riunito a Vichy votò la concessione dei pieni poteri al maresciallo Pétain. L'11 luglio un atto costituzionale esautorò la Presidenza della Repubblica affidando i suoi poteri al Presidente del Consiglio, ossia allo stesso Pétain.
Pur non essendosi mai dimesso ufficialmente dalla carica di presidente della Repubblica, Lebrun fu costretto a ritirarsi a vita privata e si stabilì a Vizille. Dopo un periodo in cui fu messo sotto sorveglianza a cura dell'esercito italiano, tra il settembre 1943 e l'agosto 1944 subì anche l'arresto e la deportazione in Austria ad opera dei nazisti.
Ricondotto in Francia, dopo la Liberazione tentò inutilmente di farsi considerare da Charles de Gaulle come capo dello Stato ancora in esercizio e in carica fino alla scadenza del mandato nel 1946. Ma de Gaulle, che dopo la capitolazione del Congresso a Vichy nel luglio 1940 considerava ormai del tutto esaurita la fase della Terza Repubblica, si limitò a riceverlo.
Fu l'ultimo Presidente della Terza Repubblica francese.